# Türkiye Top 20
De Türkiye Top 20 was een hitlijst in Turkije. De hitlijst werd opgericht in november 2006 en werd wekelijks uitgegeven in de Turkse versie van Billboard, "Billboard Türkiye".